# Poligonáceas
Poligonáceas (Polygonaceae) é uma família de plantas angiospérmicas (plantas com flor) pertencente à ordem Caryophyllales.
A ordem à qual pertence esta família está por sua vez incluída nas Eudicotiledôneas, ou seja, desenvolvem portanto embriões com dois ou mais cotilédones.

## Morfologia
São ervas, arbustos, herbáceas, plantas arbóreas e lianas. Essa família é caracterizada por folhas inteiras, simples e alternas; venação peninérvea; caules articulados com nós e entrenós; ócreas formadas pelo crescimento das estípulas axilares, localizadas na base do pecíolo, compondo uma bainha que envolve o caule.
Possuem flores pediceladas relativamente pequenas; radiais; bissexuadas ou unissexuadas; perianto com 6 ou 5 tépalas; 5-9 estames; 2 ou 3 carpelos; ovário súpero.

## Relações Filogenéticas
Polygonaceae é um grupo monofilético. O clado abaixo mostra sua colocação dentro do clado das Caryophyllales.
|  | \| \| Nyctaginaceae \| \| \| \| \| \| Petiveriaceae \| \| \| \| |
|  |                                                                 |
|  | Phytolaccaceae                                                  |
|  |                                                                 |
|  | Nyctaginaceae                                                   |
|  |                                                                 |
|  | Petiveriaceae                                                   |
|  |                                                                 |

|  | Nyctaginaceae |
|  |               |
|  | Petiveriaceae |
|  |               |

|  | \| \| Nyctaginaceae \| \| \| \| \| \| Petiveriaceae \| \| \| \| |
|  |                                                                 |
|  | Phytolaccaceae                                                  |
|  |                                                                 |
|  | Nyctaginaceae                                                   |
|  |                                                                 |
|  | Petiveriaceae                                                   |
|  |                                                                 |

|  | Nyctaginaceae |
|  |               |
|  | Petiveriaceae |
|  |               |

|  | Cactaceae       |
|  |                 |
|  | "Portulacaceae" |
|  |                 |

|  | \| \| Nyctaginaceae \| \| \| \| \| \| Petiveriaceae \| \| \| \| |
|  |                                                                 |
|  | Phytolaccaceae                                                  |
|  |                                                                 |
|  | Nyctaginaceae                                                   |
|  |                                                                 |
|  | Petiveriaceae                                                   |
|  |                                                                 |

|  | Nyctaginaceae |
|  |               |
|  | Petiveriaceae |
|  |               |

|  | \| \| Nyctaginaceae \| \| \| \| \| \| Petiveriaceae \| \| \| \| |
|  |                                                                 |
|  | Phytolaccaceae                                                  |
|  |                                                                 |
|  | Nyctaginaceae                                                   |
|  |                                                                 |
|  | Petiveriaceae                                                   |
|  |                                                                 |

|  | Nyctaginaceae |
|  |               |
|  | Petiveriaceae |
|  |               |

|  | Cactaceae       |
|  |                 |
|  | "Portulacaceae" |
|  |                 |

|  | Amaranthaceae   |
|  |                 |
|  | Caryophyllaceae |
|  |                 |

|  | \| \| Nyctaginaceae \| \| \| \| \| \| Petiveriaceae \| \| \| \| |
|  |                                                                 |
|  | Phytolaccaceae                                                  |
|  |                                                                 |
|  | Nyctaginaceae                                                   |
|  |                                                                 |
|  | Petiveriaceae                                                   |
|  |                                                                 |

|  | Nyctaginaceae |
|  |               |
|  | Petiveriaceae |
|  |               |

|  | \| \| Nyctaginaceae \| \| \| \| \| \| Petiveriaceae \| \| \| \| |
|  |                                                                 |
|  | Phytolaccaceae                                                  |
|  |                                                                 |
|  | Nyctaginaceae                                                   |
|  |                                                                 |
|  | Petiveriaceae                                                   |
|  |                                                                 |

|  | Nyctaginaceae |
|  |               |
|  | Petiveriaceae |
|  |               |

|  | Cactaceae       |
|  |                 |
|  | "Portulacaceae" |
|  |                 |

|  | \| \| Nyctaginaceae \| \| \| \| \| \| Petiveriaceae \| \| \| \| |
|  |                                                                 |
|  | Phytolaccaceae                                                  |
|  |                                                                 |
|  | Nyctaginaceae                                                   |
|  |                                                                 |
|  | Petiveriaceae                                                   |
|  |                                                                 |

|  | Nyctaginaceae |
|  |               |
|  | Petiveriaceae |
|  |               |

|  | \| \| Nyctaginaceae \| \| \| \| \| \| Petiveriaceae \| \| \| \| |
|  |                                                                 |
|  | Phytolaccaceae                                                  |
|  |                                                                 |
|  | Nyctaginaceae                                                   |
|  |                                                                 |
|  | Petiveriaceae                                                   |
|  |                                                                 |

|  | Nyctaginaceae |
|  |               |
|  | Petiveriaceae |
|  |               |

|  | Cactaceae       |
|  |                 |
|  | "Portulacaceae" |
|  |                 |

|  | Amaranthaceae   |
|  |                 |
|  | Caryophyllaceae |
|  |                 |

|  | \| \| Nyctaginaceae \| \| \| \| \| \| Petiveriaceae \| \| \| \| |
|  |                                                                 |
|  | Phytolaccaceae                                                  |
|  |                                                                 |
|  | Nyctaginaceae                                                   |
|  |                                                                 |
|  | Petiveriaceae                                                   |
|  |                                                                 |

|  | Nyctaginaceae |
|  |               |
|  | Petiveriaceae |
|  |               |

|  | \| \| Nyctaginaceae \| \| \| \| \| \| Petiveriaceae \| \| \| \| |
|  |                                                                 |
|  | Phytolaccaceae                                                  |
|  |                                                                 |
|  | Nyctaginaceae                                                   |
|  |                                                                 |
|  | Petiveriaceae                                                   |
|  |                                                                 |

|  | Nyctaginaceae |
|  |               |
|  | Petiveriaceae |
|  |               |

|  | Cactaceae       |
|  |                 |
|  | "Portulacaceae" |
|  |                 |

|  | \| \| Nyctaginaceae \| \| \| \| \| \| Petiveriaceae \| \| \| \| |
|  |                                                                 |
|  | Phytolaccaceae                                                  |
|  |                                                                 |
|  | Nyctaginaceae                                                   |
|  |                                                                 |
|  | Petiveriaceae                                                   |
|  |                                                                 |

|  | Nyctaginaceae |
|  |               |
|  | Petiveriaceae |
|  |               |

|  | \| \| Nyctaginaceae \| \| \| \| \| \| Petiveriaceae \| \| \| \| |
|  |                                                                 |
|  | Phytolaccaceae                                                  |
|  |                                                                 |
|  | Nyctaginaceae                                                   |
|  |                                                                 |
|  | Petiveriaceae                                                   |
|  |                                                                 |

|  | Nyctaginaceae |
|  |               |
|  | Petiveriaceae |
|  |               |

|  | Cactaceae       |
|  |                 |
|  | "Portulacaceae" |
|  |                 |

|  | Amaranthaceae   |
|  |                 |
|  | Caryophyllaceae |
|  |                 |

|  | \| \| Nyctaginaceae \| \| \| \| \| \| Petiveriaceae \| \| \| \| |
|  |                                                                 |
|  | Phytolaccaceae                                                  |
|  |                                                                 |
|  | Nyctaginaceae                                                   |
|  |                                                                 |
|  | Petiveriaceae                                                   |
|  |                                                                 |

|  | Nyctaginaceae |
|  |               |
|  | Petiveriaceae |
|  |               |

|  | \| \| Nyctaginaceae \| \| \| \| \| \| Petiveriaceae \| \| \| \| |
|  |                                                                 |
|  | Phytolaccaceae                                                  |
|  |                                                                 |
|  | Nyctaginaceae                                                   |
|  |                                                                 |
|  | Petiveriaceae                                                   |
|  |                                                                 |

|  | Nyctaginaceae |
|  |               |
|  | Petiveriaceae |
|  |               |

|  | Cactaceae       |
|  |                 |
|  | "Portulacaceae" |
|  |                 |

|  | \| \| Nyctaginaceae \| \| \| \| \| \| Petiveriaceae \| \| \| \| |
|  |                                                                 |
|  | Phytolaccaceae                                                  |
|  |                                                                 |
|  | Nyctaginaceae                                                   |
|  |                                                                 |
|  | Petiveriaceae                                                   |
|  |                                                                 |

|  | Nyctaginaceae |
|  |               |
|  | Petiveriaceae |
|  |               |

|  | \| \| Nyctaginaceae \| \| \| \| \| \| Petiveriaceae \| \| \| \| |
|  |                                                                 |
|  | Phytolaccaceae                                                  |
|  |                                                                 |
|  | Nyctaginaceae                                                   |
|  |                                                                 |
|  | Petiveriaceae                                                   |
|  |                                                                 |

|  | Nyctaginaceae |
|  |               |
|  | Petiveriaceae |
|  |               |

|  | Cactaceae       |
|  |                 |
|  | "Portulacaceae" |
|  |                 |

|  | Amaranthaceae   |
|  |                 |
|  | Caryophyllaceae |
|  |                 |

|  | Polygonaceae   |
|  |                |
|  | Plumbaginaceae |
|  |                |

|  | Droseraceae  |
|  |              |
|  | Nephentaceae |
|  |              |

|  | Polygonaceae   |
|  |                |
|  | Plumbaginaceae |
|  |                |

|  | Droseraceae  |
|  |              |
|  | Nephentaceae |
|  |              |

|  | Polygonaceae   |
|  |                |
|  | Plumbaginaceae |
|  |                |

|  | Droseraceae  |
|  |              |
|  | Nephentaceae |
|  |              |

|  | Polygonaceae   |
|  |                |
|  | Plumbaginaceae |
|  |                |

|  | Droseraceae  |
|  |              |
|  | Nephentaceae |
|  |              |

|  | \| \| Nyctaginaceae \| \| \| \| \| \| Petiveriaceae \| \| \| \| |
|  |                                                                 |
|  | Phytolaccaceae                                                  |
|  |                                                                 |
|  | Nyctaginaceae                                                   |
|  |                                                                 |
|  | Petiveriaceae                                                   |
|  |                                                                 |

|  | Nyctaginaceae |
|  |               |
|  | Petiveriaceae |
|  |               |

|  | \| \| Nyctaginaceae \| \| \| \| \| \| Petiveriaceae \| \| \| \| |
|  |                                                                 |
|  | Phytolaccaceae                                                  |
|  |                                                                 |
|  | Nyctaginaceae                                                   |
|  |                                                                 |
|  | Petiveriaceae                                                   |
|  |                                                                 |

|  | Nyctaginaceae |
|  |               |
|  | Petiveriaceae |
|  |               |

|  | Cactaceae       |
|  |                 |
|  | "Portulacaceae" |
|  |                 |

|  | \| \| Nyctaginaceae \| \| \| \| \| \| Petiveriaceae \| \| \| \| |
|  |                                                                 |
|  | Phytolaccaceae                                                  |
|  |                                                                 |
|  | Nyctaginaceae                                                   |
|  |                                                                 |
|  | Petiveriaceae                                                   |
|  |                                                                 |

|  | Nyctaginaceae |
|  |               |
|  | Petiveriaceae |
|  |               |

|  | \| \| Nyctaginaceae \| \| \| \| \| \| Petiveriaceae \| \| \| \| |
|  |                                                                 |
|  | Phytolaccaceae                                                  |
|  |                                                                 |
|  | Nyctaginaceae                                                   |
|  |                                                                 |
|  | Petiveriaceae                                                   |
|  |                                                                 |

|  | Nyctaginaceae |
|  |               |
|  | Petiveriaceae |
|  |               |

|  | Cactaceae       |
|  |                 |
|  | "Portulacaceae" |
|  |                 |

|  | Amaranthaceae   |
|  |                 |
|  | Caryophyllaceae |
|  |                 |

|  | \| \| Nyctaginaceae \| \| \| \| \| \| Petiveriaceae \| \| \| \| |
|  |                                                                 |
|  | Phytolaccaceae                                                  |
|  |                                                                 |
|  | Nyctaginaceae                                                   |
|  |                                                                 |
|  | Petiveriaceae                                                   |
|  |                                                                 |

|  | Nyctaginaceae |
|  |               |
|  | Petiveriaceae |
|  |               |

|  | \| \| Nyctaginaceae \| \| \| \| \| \| Petiveriaceae \| \| \| \| |
|  |                                                                 |
|  | Phytolaccaceae                                                  |
|  |                                                                 |
|  | Nyctaginaceae                                                   |
|  |                                                                 |
|  | Petiveriaceae                                                   |
|  |                                                                 |

|  | Nyctaginaceae |
|  |               |
|  | Petiveriaceae |
|  |               |

|  | Cactaceae       |
|  |                 |
|  | "Portulacaceae" |
|  |                 |

|  | \| \| Nyctaginaceae \| \| \| \| \| \| Petiveriaceae \| \| \| \| |
|  |                                                                 |
|  | Phytolaccaceae                                                  |
|  |                                                                 |
|  | Nyctaginaceae                                                   |
|  |                                                                 |
|  | Petiveriaceae                                                   |
|  |                                                                 |

|  | Nyctaginaceae |
|  |               |
|  | Petiveriaceae |
|  |               |

|  | \| \| Nyctaginaceae \| \| \| \| \| \| Petiveriaceae \| \| \| \| |
|  |                                                                 |
|  | Phytolaccaceae                                                  |
|  |                                                                 |
|  | Nyctaginaceae                                                   |
|  |                                                                 |
|  | Petiveriaceae                                                   |
|  |                                                                 |

|  | Nyctaginaceae |
|  |               |
|  | Petiveriaceae |
|  |               |

|  | Cactaceae       |
|  |                 |
|  | "Portulacaceae" |
|  |                 |

|  | Amaranthaceae   |
|  |                 |
|  | Caryophyllaceae |
|  |                 |

|  | \| \| Nyctaginaceae \| \| \| \| \| \| Petiveriaceae \| \| \| \| |
|  |                                                                 |
|  | Phytolaccaceae                                                  |
|  |                                                                 |
|  | Nyctaginaceae                                                   |
|  |                                                                 |
|  | Petiveriaceae                                                   |
|  |                                                                 |

|  | Nyctaginaceae |
|  |               |
|  | Petiveriaceae |
|  |               |

|  | \| \| Nyctaginaceae \| \| \| \| \| \| Petiveriaceae \| \| \| \| |
|  |                                                                 |
|  | Phytolaccaceae                                                  |
|  |                                                                 |
|  | Nyctaginaceae                                                   |
|  |                                                                 |
|  | Petiveriaceae                                                   |
|  |                                                                 |

|  | Nyctaginaceae |
|  |               |
|  | Petiveriaceae |
|  |               |

|  | Cactaceae       |
|  |                 |
|  | "Portulacaceae" |
|  |                 |

|  | \| \| Nyctaginaceae \| \| \| \| \| \| Petiveriaceae \| \| \| \| |
|  |                                                                 |
|  | Phytolaccaceae                                                  |
|  |                                                                 |
|  | Nyctaginaceae                                                   |
|  |                                                                 |
|  | Petiveriaceae                                                   |
|  |                                                                 |

|  | Nyctaginaceae |
|  |               |
|  | Petiveriaceae |
|  |               |

|  | \| \| Nyctaginaceae \| \| \| \| \| \| Petiveriaceae \| \| \| \| |
|  |                                                                 |
|  | Phytolaccaceae                                                  |
|  |                                                                 |
|  | Nyctaginaceae                                                   |
|  |                                                                 |
|  | Petiveriaceae                                                   |
|  |                                                                 |

|  | Nyctaginaceae |
|  |               |
|  | Petiveriaceae |
|  |               |

|  | Cactaceae       |
|  |                 |
|  | "Portulacaceae" |
|  |                 |

|  | Amaranthaceae   |
|  |                 |
|  | Caryophyllaceae |
|  |                 |

|  | \| \| Nyctaginaceae \| \| \| \| \| \| Petiveriaceae \| \| \| \| |
|  |                                                                 |
|  | Phytolaccaceae                                                  |
|  |                                                                 |
|  | Nyctaginaceae                                                   |
|  |                                                                 |
|  | Petiveriaceae                                                   |
|  |                                                                 |

|  | Nyctaginaceae |
|  |               |
|  | Petiveriaceae |
|  |               |

|  | \| \| Nyctaginaceae \| \| \| \| \| \| Petiveriaceae \| \| \| \| |
|  |                                                                 |
|  | Phytolaccaceae                                                  |
|  |                                                                 |
|  | Nyctaginaceae                                                   |
|  |                                                                 |
|  | Petiveriaceae                                                   |
|  |                                                                 |

|  | Nyctaginaceae |
|  |               |
|  | Petiveriaceae |
|  |               |

|  | Cactaceae       |
|  |                 |
|  | "Portulacaceae" |
|  |                 |

|  | \| \| Nyctaginaceae \| \| \| \| \| \| Petiveriaceae \| \| \| \| |
|  |                                                                 |
|  | Phytolaccaceae                                                  |
|  |                                                                 |
|  | Nyctaginaceae                                                   |
|  |                                                                 |
|  | Petiveriaceae                                                   |
|  |                                                                 |

|  | Nyctaginaceae |
|  |               |
|  | Petiveriaceae |
|  |               |

|  | \| \| Nyctaginaceae \| \| \| \| \| \| Petiveriaceae \| \| \| \| |
|  |                                                                 |
|  | Phytolaccaceae                                                  |
|  |                                                                 |
|  | Nyctaginaceae                                                   |
|  |                                                                 |
|  | Petiveriaceae                                                   |
|  |                                                                 |

|  | Nyctaginaceae |
|  |               |
|  | Petiveriaceae |
|  |               |

|  | Cactaceae       |
|  |                 |
|  | "Portulacaceae" |
|  |                 |

|  | Amaranthaceae   |
|  |                 |
|  | Caryophyllaceae |
|  |                 |

|  | Polygonaceae   |
|  |                |
|  | Plumbaginaceae |
|  |                |

|  | Droseraceae  |
|  |              |
|  | Nephentaceae |
|  |              |

|  | Polygonaceae   |
|  |                |
|  | Plumbaginaceae |
|  |                |

|  | Droseraceae  |
|  |              |
|  | Nephentaceae |
|  |              |

|  | Polygonaceae   |
|  |                |
|  | Plumbaginaceae |
|  |                |

|  | Droseraceae  |
|  |              |
|  | Nephentaceae |
|  |              |

|  | Polygonaceae   |
|  |                |
|  | Plumbaginaceae |
|  |                |

|  | Droseraceae  |
|  |              |
|  | Nephentaceae |
|  |              |

## Diversidade Taxonômica
No total apresenta 59 gêneros e 1.384 espécies mundialmente. Os principais gêneros com maior diversidade são Eriogonum, Rumex, Polygonum e Coccoloba, respectivamente.
Todos os gêneros considerados atualmente:
- Acanthoscyphus Small
- Aconogonon (Meisn.) Reichenb.
- Afrobrunnichia Hutch. & Dalziel
- Antigonon Endl.
- Aristocapsa Reveal & Hardham
- Atraphaxis L.
- Bistorta (L.) Scop.
- Brunnichia Banks ex Gaertn.
- Calligonum L.
- Centrostegia A. Gray
- Chorizanthe R. Br. ex Benth
- Coccoloba P. Browne
- Dedeckera Reveal & J. T. Howell
- Delopyrum Small
- Dodecahema Reveal & C.B.Hardham
- Duma T. M. Schust.
- Emex Neck. ex Campd.
- Enneatypus Herzog
- Eriogonum Michx.
- Fagopyrum Mill.
- Fallopia Adans.
- Gilmania Coville
- Goodmania Reveal & Ertter
- Gymnopodium Rolfe
- Harfordia Greene & Parry
- Harpagocarpus Hutch. & Dandy
- Hollisteria S. Watson
- Johanneshowellia Reveal
- Knorringia (Czukav.) Tzvelev
- Koenigia L.
- Lapathum Mill.
- Lastarriaea Remy
- Millspaughia B.L. Rob.
- Mucronea Benth.
- Muehlenbeckia Meisn.
- Nemacaulis Meisn.
- Neomillspaughia S. F. Blake
- Oxygonum Burch.
- Oxyria Hill
- Oxytheca Nutt.
- Parapteropyrum A.J. Li
- Persicaria Mill.
- Pleuropteropyrum H. Gross
- Podopterus Bonpl.
- Polygonella Michx.
- Polygonum L.
- Pteropyrum Jaub. & Spach
- Pterostegia Fisch. & C.A.Mey.
- Pteroxygonum Dammer & Diels
- Reynoutria Houtt.
- Rheum L.
- Rumex L.
- Ruprechtia C. A. Mey.
- Salta Adr. Sanchez
- Sidotheca Reveal
- Stenogonum Nutt.
- Symmeria Benth.
- Systenotheca Reveal & Hardham
- Triplaris Loefl.

## Ocorrência no Brasil
No Brasil, ocorrem 9 gêneros e 94 espécies. Estão distribuídas por todos os estados do Brasil. Ocorrem nos domínios da Amazônia, Caatinga, Cerrado, Mata Atlântica, Pampa e Pantanal. Das 94 espécies que ocorrem no Brasil, 27 são endêmicas (representadas pelo asterisco).

### A
- Antigonon leptopus Hook. & Arn.

### C
- Coccoloba acrostichoides Cham.*
- Coccoloba acuminata Kunth
- Coccoloba alnifolia Casar.*
- Coccoloba arborescens (Vell.) R.A.Howard*
- Coccoloba argentinensis Speg.
- Coccoloba ascendens Duss ex Lindau
- Coccoloba brasiliensis Nees & Mart.
- Coccoloba bullata R.A.Howard*
- Coccoloba cereifera Schwacke*
- Coccoloba charitostachya Standl.
- Coccoloba conduplicata Maguire
- Coccoloba cordata Cham.
- Coccoloba coronata Jacq.
- Coccoloba cujabensis Wedd.
- Coccoloba declinata (Vell.) Mart.*
- Coccoloba densifrons Mart. ex Meisn.
- Coccoloba excelsa Benth.
- Coccoloba fastigiata Meisn.*
- Coccoloba  gentryi R.A.Howard
- Coccoloba glaziovii Lindau*
- Coccoloba guaranitica Hassler
- Coccoloba laevis Casar.*
- Coccoloba latifolia Lam.
- Coccoloba lehmannii Lindau
- Coccoloba lucidula Benth.
- Coccoloba marginata Benth.
- Coccoloba mollis Casar.
- Coccoloba mosenii Lindau*
- Coccoloba oblonga Lindau*
- Coccoloba obtusifolia Jacq.
- Coccoloba ovata Benth.
- Coccoloba paraensis Meisn.*
- Coccoloba paraguariensis Lindau
- Coccoloba parimensis Benth.
- Coccoloba peltata Schott*
- Coccoloba persicaria Wedd.
- Coccoloba ramosissima Wedd.*
- Coccoloba rigida Meisn.*
- Coccoloba rosea Meisn.*
- Coccoloba salicifolia Wedd.*
- Coccoloba savannarum Standl.
- Coccoloba scandens Casar.*
- Coccoloba schwackeana Lindau*
- Coccoloba striata Benth.
- Coccoloba warmingii Meisn.*

### E
- Emex spinosa (L.) Campdera

### M
- Muehlenbeckia sagittifolia (Ortega) Meisn.

### P
- Polygonum acuminatum Kunth
- Polygonum aviculare L.
- Polygonum capitatum Buch.-Ham. ex D.Don
- Polygonum convolvulus L.
- Polygonum diospyrifolium Cham.*
- Polygonum ferrugineum Wedd.
- Polygonum glabrum Willd.
- Polygonum hispidum Kunth
- Polygonum hydropiperoides Michx.
- Polygonum meisnerianum Cham.
- Polygonum orientale L.
- Polygonum paraguayense Wedd.
- Polygonum persicaria L.
- Polygonum punctatum Elliott
- Polygonum rubricaule Cham.
- Polygonum stelligerum Cham.

### R
- Rumex acetosa L.
- Rumex acetosella L.
- Rumex brasiliensis Link
- Rumex crispus L.
- Rumex cuneifolius Campd.
- Rumex obtusifolius L.
- Rumex sellowianus Reich. f.*
- Ruprechtia apetala Wedd.
- Ruprechtia brachysepala Meisn.
- Ruprechtia brachystachya Benth.
- Ruprechtia exploratricis Sandwith
- Ruprechtia glauca Meisn.*
- Ruprechtia latifunda Pendry*
- Ruprechtia laurifolia (Cham. & Schltdl.) A.C.Meyer*
- Ruprechtia laxiflora Meisn.
- Ruprechtia lundii Meisn.*
- Ruprechtia maracensis Brandbyge
- Ruprechtia obidensis Huber
- Ruprechtia salicifolia (Cham. & Schltdl.) A.C.Meyer
- Ruprechtia tangarana Standl.
- Ruprechtia tenuiflora Benth.
- Ruprechtia triflora Griseb.

### S
- Symmeria paniculata Benth.

### T
- Triplaris americana L.
- Triplaris dugandii Brandbyge
- Triplaris gardneriana Wedd.
- Triplaris longifolia Huber
- Triplaris physocalyx Brandbyge*
- Triplaris punctata Standl.
- Triplaris weigeltiana (Rchb.) Kunt